# Puszcza Rządowa (przystanek kolejowy)
Puszcza Rządowa – przystanek kolejowy w Puszczy Rządowej, w Polsce, w województwie kujawsko-pomorskim, w powiecie rypińskim, w gminie Rypin. Na przystanku nie zatrzymują się obecnie pociągi pasażerskie.